# Амрум
Амрум (Йоомранг севернофризийски: Оомрам) е един от севернофризийските острови в близост до германското крайбрежие на Северно море, на юг от островите Зюлт и Фьор. Той е част от провинция Северна Фризия във федерална провинция Шлезвиг-Холщайн и има близо 2300 жители.
Островът се състои от пясъчно ядро и представлява широк бряг по целия западен бряг с лице към отвореното Северно море. Източният бряг граничи с кални плоски земи и приливни притоци на Ваденско море. Пясъчните дюни са характерни за пейзажа на Амрум, което има отражение в това, че растителността е основно от пирени и храсти. Единствената гора на острова е посадена през 1948. Амрум е спасителен терен за много видове птици и морски бозайници като сивия тюлен или пристанищна морска свиня.
Селищата на Амрум датират от неолита, когато областта все още е била част от континенталната част и е била част от Ютландския полуостров. През Средновековието фризите са пристигнали на Амрум и започнали да произвеждат сол и да се занимават с мореплаване. Част от модерното население все още говори Йоомранг, диалект на севернофризийския език. Фризите си пазят традициите живи.
Тъй като островът приема много застрашени видове птици и растения, неговите почви не са подходящи за земеделие и като популярен морски курорт като цяло, населението на Амрум днес почти изключително живее от туризма.